# Joséphine Clofullia
Joséphine Clofullia, née Joséphine Boisdechêne le 25 mars 1831 à Versoix en Suisse et morte en octobre 1870 à Bridgwater au Royaume-Uni, est une femme à barbe célèbre.

## Biographie
Joséphine  Clofullia est née en Suisse sous le nom de Joséphine Boisdechêne, dans une famille aisée. Elle est née poilue et à l'âge de huit ans, elle avait une barbe de 5 cm. Après avoir fréquenté une école de filles, elle  commence à 14 ans à s'exposer dans toute la Suisse et en France, d'abord avec son père et un forain, puis seule avec son père. 
À Paris, elle rencontre le peintre suisse paysagiste originaire des Grisons Scipion Fortuné Fullia dit Clofullia. Le couple se marie et  elle donne naissance à deux enfants. Son fils Albert est à la naissance aussi poilu que sa mère.
La famille s'installe aux États-Unis avec le père de celle-ci. Phineas Taylor Barnum, un forain et homme d'affaires, l'engage et l'expose à partir de 1853 sous le nom de « la Dame barbue de Genève » et prétend que sa barbe est officiellement mesurée à 15 cm. 
Il donne également à Albert un surnom d'une résonance biblique, « l'enfant Esaü », affirmant qu'il est complètement poilu bien qu'il soit toujours montré tout habillé, comme un écolier de l'époque victorienne. Joséphine Clofullia, comme toutes les femmes barbues de l'époque, apparaît habillée à la mode, en corset. Elle devient encore plus célèbre lorsqu'elle taille sa barbe en imitant celle de Napoléon III. En juillet 1853, William Charr dénonce Joséphine Clofullia à la justice, affirmant qu'elle serait en fait un homme et un imposteur. Plusieurs médecins l'examinent et confirment sa condition féminine, si bien que l'affaire est rejetée par le tribunal. Mais on soupçonne fortement que Phineas Barnum ait créé toute cette affaire pour faire un coup publicitaire et accroître l'intérêt.
Elle se remarie avec Joseph Ghio, un imitateur d'oiseaux et poursuit ensuite sa carrière sous le nom de Madame Ghio. Elle se produit au Canada, à Cuba et en 1863 et 1864 en Australie et Nouvelle-Zélande.